# 쏠종개
쏠종개는 한국, 일본, 인도양, 필리핀 등에 서식하는 물고기로써, 몸통은 메기와 비슷하다. 입가에 4쌍의 수염이 있다. 열대성 어류로 연안 얕은 곳의 암초 사이나 바위 밑의 해조류가 밀생하는 곳에서 생활한다. 주로 갑각류, 요각류 등을 먹는다. 제1등지느러미와 배지느러미에서는 독이 나와 조심해야 한다.